# Туркменабат (станция)
Туркменабад (туркм. Türkmenabad demirýol menzili) — пассажирская железнодорожная станция в туркменском городе Туркменабаде. Со станции курсируют поезда в Ашхабад, Туркменбаши, Амыдерю, Газоджак 

## История
29 ноября 1886 года со стороны Каспийского моря в Чарджоу пришел первый поезд, вскоре после чего состоялось официальное открытие станции. В 1888 году в нескольких верстах от старого Чарджуя был построен деревянный железнодорожный мост через реку Амударью, а рядом с ним располагалась станция. Вокруг них стал развиваться новый город, названный Новым Чарджуем. Именно из него вырос современный город.
Станция является важным железнодорожным пунктом на Закаспийской железной дороге. Через город проходит построенная в 1880—1896 гг. под руководством русского генерала Михаила Анненкова Среднеазиатская железная дорога, связывающая Туркменбаши с Ташкентом. От Туркменабада начинается железнодорожная линия на Кунград (Узбекистан) протяжённостью 627 километров, Линия эта идёт вдоль реки Амударьи.
29 сентября 1999 года была открыта линия Туркменабад — Керки, протяженностью 203 километра.

## Здание

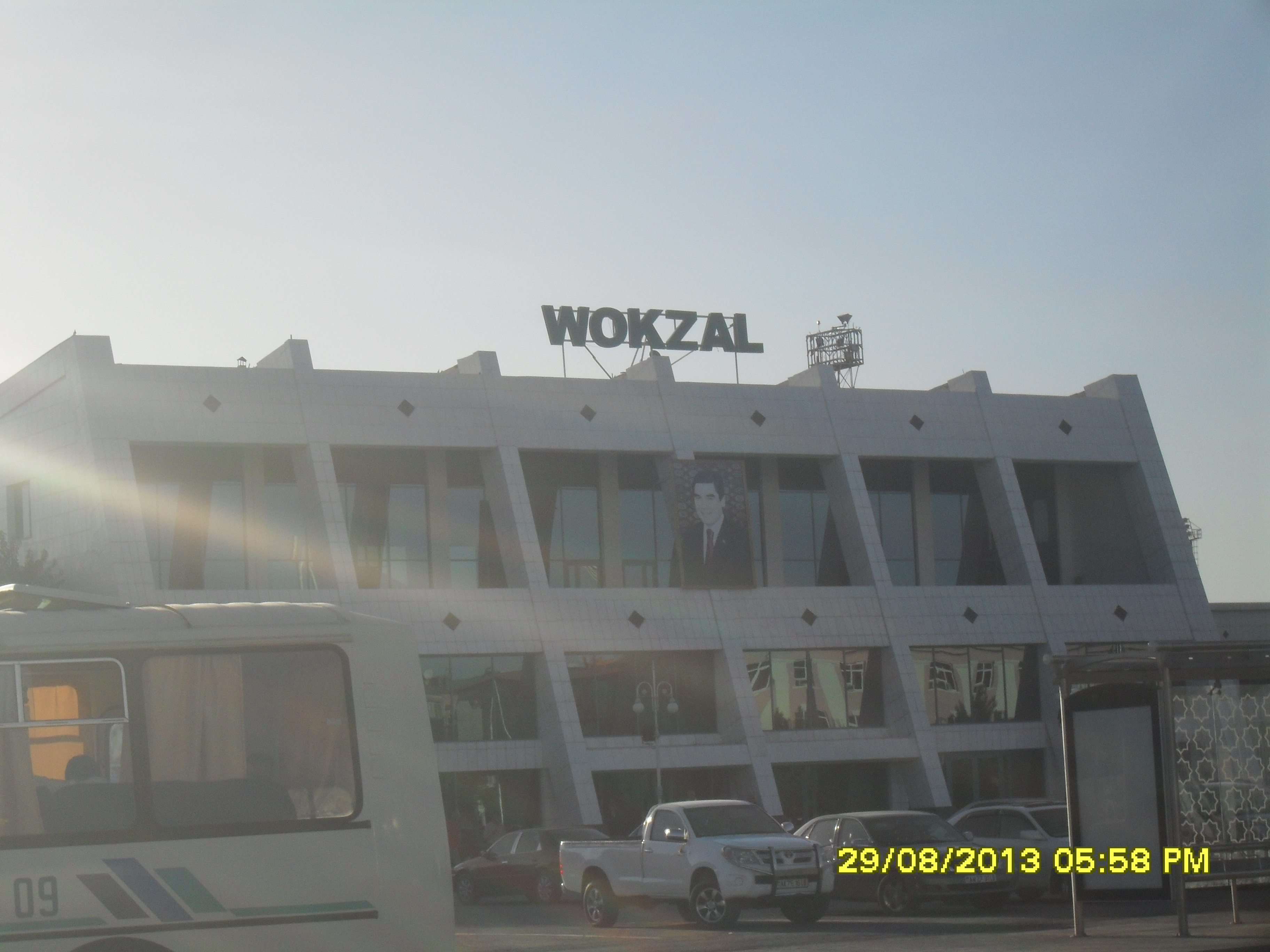
Здание вокзала

Современное здание вокзала представляет собой двухэтажное строение.